# Distrito 3 (condado de Perkins, Nebraska)
El distrito 3 (en inglés: 3 District) es distrito ubicado en el condado de Perkins en el estado estadounidense de Nebraska. En el año 2010 tenía una población de 1113 habitantes y una densidad poblacional de 1,66 personas por km².

## Geografía
El distrito 3 se encuentra ubicado en las coordenadas 40°51′4″N 101°55′35″O / 40.85111, -101.92639. Según la Oficina del Censo de los Estados Unidos, el distrito tiene una superficie total de 670.04 km², de la cual 669.77 km² corresponden a tierra firme y (0.04%) 0.27 km² es agua.

## Demografía
Según el censo de 2010, había 1113 personas residiendo en el distrito 3. La densidad de población era de 1,66 hab./km². De los 1113 habitantes, el distrito 3 estaba compuesto por el 97.21% blancos, el 0.45% eran afroamericanos, el 0.09% eran amerindios, el 0.45% eran asiáticos, el 0% eran isleños del Pacífico, el 1.53% eran de otras razas y el 0.27% pertenecían a dos o más razas. Del total de la población el 3.14% eran hispanos o latinos de cualquier raza.